# Digonogastra tuberculata
Digonogastra tuberculata är en stekelart som först beskrevs av Szepligeti 1906.  Digonogastra tuberculata ingår i släktet Digonogastra och familjen bracksteklar. Inga underarter finns listade i Catalogue of Life.